# Adam MacDonald
William Adam MacDonald (* 16. Mai 1977 in Montreal, Québec, Kanada) ist ein kanadischer Schauspieler, Filmregisseur und Drehbuchautor.

## Leben und Wirken
Adam MacDonald wuchs in einem Vorort von Montreal auf. Während seiner Schulzeit nahm er an Theateraufführungen teil. Ab 1998 spielte er kleinere Rollen in Filmen und Fernsehserien. Größere Rollen erhielt er unter anderem in Vampire High (2001–2002, 12 Folgen), Wild Roses (2009, 13 Folgen), Being Erica – Alles auf Anfang (2009–2011, 27 Folgen) und Rookie Blue (2010–2015, 24 Folgen).
2005 begann er auch mit Regie- und Drehbucharbeiten, zunächst in Kurzfilmen. Sein erster Spielfilm war Backcountry – Gnadenlose Wildnis (Backcountry), der 2014 auf dem Toronto International Film Festival Premiere hatte. Sein Film Pyewacket – Tödlicher Fluch (Pyewacket) hatte seine Weltpremiere auf dem Toronto International Film Festival 2017.
Adam MacDonald lebt in Toronto.

## Filmografie
Schauspieler:
- 1998: Going to Kansas City
- 1998: The Mystery Files of Shelby Woo (Fernsehserie, 1 Folge)
- 1999: Zuhause ist ein weiter Weg (Running Home)
- 1999: Misguided Angels (Fernsehserie, 1 Folge)
- 1999–2000: Grusel, Grauen, Gänsehaut (Are You Afraid of the Dark?, Fernsehserie, 2 Folgen)
- 1999–2000: Teenage Werewolf (Big Wolf on Campus, Fernsehserie, 2 Folgen)
- 2000: Hexen für die Schule des Satans (Satan’s School for Girls, Fernsehfilm)
- 2000: The Audrey Hepburn Story (Fernsehfilm)
- 2000: Nürnberg – Im Namen der Menschlichkeit (Nuremberg, Miniserie)
- 2001: Hysteria: The Def Leppard Story (Fernsehfilm)
- 2001: Snow in August (Fernsehfilm)
- 2001: Mutant X (Fernsehserie, 1 Folge)
- 2001: Leap Years (Fernsehserie, 2 Folgen)
- 2002: The Associates (Fernsehserie, 1 Folge)
- 2001–2002: Vampire High (Fernsehserie, 12 Folgen)
- 2003–2005: Missing – Verzweifelt gesucht (1-800-Missing, Fernsehserie, 7 Folgen)
- 2004: Bekenntnisse einer Highschool-Diva (Confessions of a Teenage Drama Queen)
- 2004: Love Rules – Verliebt, verlobt, verstritten (Love Rules!, Fernsehfilm)
- 2005: A Stranger Here Myself (Kurzfilm)
- 2005: Beach Girls (Miniserie, 6 Folgen)
- 2006: Reborn – The New Jekyll + Hyde (Jekyll + Hyde)
- 2007: 14 Days in Paradise
- 2007: Der tödliche Beschützer (Lethal Obsession) (Fernsehfilm)
- 2007: Final Draft
- 2008: Victor (Fernsehfilm)
- 2008: Mayerthorpe (Fernsehfilm)
- 2009: Zone of Separation (ZOS: Zone of Separation, Miniserie, 3 Folgen)
- 2009: Wild Roses (Fernsehserie, 13 Folgen)
- 2009–2011: Being Erica – Alles auf Anfang (Being Erica, Fernsehserie, 27 Folgen)
- 2010: Living in Your Car (Fernsehserie, 2 Folge)
- 2010: Love Letter from an Open Grave (Kurzfilm)
- 2010–2015: Rookie Blue (Fernsehserie, 24 Folgen)
- 2011: Murdoch Mysteries (Fernsehserie, 1 Folge)
- 2012: Republic of Doyle – Einsatz für zwei (Republic of Doyle, Fernsehserie, 1 Folge)
- 2012: Flashpoint – Das Spezialkommando (Flashpoint, Fernsehserie, 1 Folge)
- 2012: Transporter: Die Serie (Transporter: The Series, Fernsehserie, 2 Folgen)
- 2013: Home Sweet Home
- 2014: Wolves
- 2016: Good Witch (Fernsehserie, 1 Folge)
- 2017: Hellmington
- 2017: Pyewacket – Tödlicher Fluch (Pyewacket)
- 2019–2021: Slasher (Fernsehserie, 1 Folge)
- 2023: Thanksgiving (Stimme)

Regisseur:
- 2005: Sombre Zombie (Kurzfilm)
- 2010: In the Dominican (Kurzfilm)
- 2014: Backcountry – Gnadenlose Wildnis (Backcountry)
- 2017: Pyewacket – Tödlicher Fluch (Pyewacket)

Drehbuchautor:
- 2010: In the Dominican (Kurzfilm)
- 2014: Backcountry – Gnadenlose Wildnis (Backcountry)
- 2017: Pyewacket – Tödlicher Fluch (Pyewacket)